# Птичий помёт
Пти́чий помёт — продукт жизнедеятельности птиц, выделяется из клоаки в момент дефекации. Сырьё для производства ценного сильнодействующего удобрения.
Обычно для изготовления удобрения используется помёт кур, уток, перепелов, голубей и гусей. Максимально эффективным удобрением является голубиный помёт.

## Состав
Состав птичьего помёта (%)
| Вода | Орган. вещ-во | Азот, N | Фосфор, P2O5 | Калий, K2O | Кальций, CaO |
| ---- | ------------- | ------- | ------------ | ---------- | ------------ |
| 56,6 | 25            | 1,6     | 1,5          | 0,8 - 1    | 2,4          |

Помёт голубей поселяющихся в предприятиях связанных с машиностроением попадает в механизмы и открытые двигатели. Помёт синантропных видов птиц покрывающий опорные конструкции мостов, вышек, строений, трубопроводов, вызывает их усиленную коррозию и разрушение. Также от птичьего помёта страдают исторические памятники.

## Применение
Птичий помёт по своим удобрительным качествам превосходит навоз, а по быстроте действия не уступает минеральным удобрениям.
Птичий помёт быстро теряет свои ценные вещества, особенно азот. За 1,5—2 месяца хранения в кучах из помёта улетучивается более половины азота. При быстром высушивании или компостировании потери азота можно сократить. При термическом обезвоживании в сушильных установках происходит обеззараживание от нежелательной микрофлоры (возбудителей болезней) и яиц гельминтов, теряется всхожесть семян сорных растений. При этом из 300 кг сырого помёта получается примерно 100 кг концентрированного органического удобрения.
Наиболее распространены торфопомётные компосты. Бурты, в которых проводится компостирование, рекомендуют делать не менее 4 метров ширины и 2,5—3 метров высоты, длина может быть произвольной, но минимальная масса бурта — 200 тонн. При соблюдении этих требований через 7—12 дней температура внутри бурта поднимается до 60 °C. Через 3—4 недели производят перелопачивание. Через 1—2 месяца полученный компост можно использовать в качестве удобрения. Компост можно улучшить добавляя в него фосфорные удобрения. Для компостирования помёта применяют не только торф, но и другие поглощающие влагу материалы. Это может быть солома, измельчённые стебли кукурузы, древесные опилки, измельчённая древесная кора, лигнин, твердые бытовые отходы, измельчённая дернина, а также почва и некоторые глины (цеолиты и бентониты). С землёй помёт компостируют в соотношении 1:3 или 1:4.
В оранжереях Ботанического сада Санкт-Петербурга раствор из голубиного помёта готовится следующим образом. Помёт помещается в кадку и заливается водой (1 кг на 200 л). Брожение при ежедневном перемешивании продолжается 7—8 дней. После окончания брожения жидкость фильтруют и используют для поливки.
Также птичий помёт используют в качестве сырья для получения биогаза.

## Опасность загрязнения окружающей среды
Отличительной особенностью экологических правонарушений птицеводческих хозяйств, связанных с загрязнением окружающей природной среды, является, как правило, значительные объёмы помётных масс, которые ежесуточно поступают из зон выращивания и содержания птицы. Несанкционированные свалки и места хранения — реальные свидетельства образования источников экологического неблагополучия для ближайших поселений, флоры и фауны прилегающих территорий.
Последствия этих действий при производстве птицеводческой продукции в течение длительного времени трудноустранимы. К тому же они сокращают доходы птицефабрик из-за штрафных санкций, а также из-за вредного влияния загрязнений на технологию производства основной продукции (яиц или мяса).
Безсистемное хранение помёта на многие годы выводит из хозяйственного оборота пахотные земли; слив жидкого помёта на рельеф почвы представляет серьёзную экологическую опасность для прилегающих водотоков; использование заглублённых накопителей для помёта приводит к образованию «помётных озёр» без признаков жизни флоры и фауны.
Решение проблемы промышленной переработки птичьего помёта в органическое удобрение было многократно усложнено введением системы платежей за негативное воздействие на окружающую среду. Приказом Министерства природных ресурсов и экологии Российской Федерации от 30.07.2003 года № 663 «О внесении дополнений в федеральный классификационный каталог отходов», в перечень которого включены многие отходы сельскохозяйственного производства, в том числе навоз и куриный помёт отнесены к 3 и 4 категориям опасности, что позволяет региональным структурам Ростехнадзора, при условном нарушении экологической среды, проводить налогообложение сельхозпроизводителей в расчёте от 400 до 900 рублей за тонну.
Для взимания платы за ущерб, причиняемый природной среде, в настоящее время применяются следующие методики исчисления платы:
- размер ущерба от загрязнения земель химическими веществами определяется в соответствии с порядком, утверждённым Министерством охраны окружающей среды и природных ресурсов РФ № 04-25 и письмом от 27 декабря 1993 года Комитета РФ по земельным ресурсам и землеустройству № 61-5678;
- сверхнормативные (в том числе аварийные) выбросы загрязняющих веществ в атмосферный воздух исчисляются согласно «Временной типовой методике определения экономической эффективности осуществления природоохранных мероприятий и оценки экономического ущерба, причиняемого народному хозяйству загрязнением окружающей среды» (1986 г.);
- экологический ущерб в результате неконтролируемого розлива нефтепродуктов в автотракторных парках и на заправочных пунктах птицефабрик, на различных типах подстилающих поверхностей (вода; инертная почва с буграми и впадинами; почва, покрытая растительностью, в том числе и лесной; болото) определяется «Методикой расчёта выбросов от источников горения при розливе нефти и нефтепродуктов». Методика введена в действие приказом Госкомэкологии России № 90 от 05.03.97 г.;
- расчёт и обоснование размеров убытков можно осуществлять по «Методическим указаниям по оценке и возмещению вреда, нанесённого окружающей природной среде в результате экологических правонарушений», утверждённым председателем Госкомэкологии РФ 06.09.99 г[5].

## В представлениях разных народов

### У инков

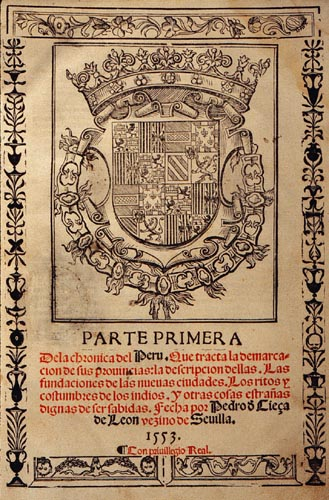
Первая часть книги «Хроника Перу», (1553).

В 1553 году употребление индейцами долины Тарапака птичьего помёта в сельскохозяйственных и торговых целях упомянуто в книге «Хроника Перу» Педро Сьесы де Леона:

Далее лежат богатые долины Тарапака [Tarapaca]. В районе этих долин около моря находятся усеянные морскими львами острова. Местные жители переправляются к ним на бальсовых плотах, принося с вершин гор, на них находящихся, очень много птичьего помёта для удобрения своих кукурузных полей и [других] растений; они считают его настолько полезным, что земля от него становится очень жирной и плодородной, пусть даже они засеют бесплодную почву, потому что если они перестанут бросать этот помёт, то соберут мало маиса. Они не смогли бы питаться, если бы птицы в горах вышеназванных островов не оставляли его; собранный [помёт] очень ценится, настолько, что они торгуют им друг с другом как ценной вещью.— Сьеса де Леон, Педро. Хроника Перу. Часть Первая. Глава LXXV.